# Nyamanari
Nyamanari ist eine Ortschaft im westafrikanischen Staat Gambia.
Nach einer Berechnung für das Jahr 2013 leben dort etwa 2208 Einwohner, das Ergebnis der letzten veröffentlichten Volkszählung von 1993 betrug 1782.

## Geographie
Nyamanari, in der Upper River Region, Distrikt Kantora, liegt am südlichen Ufer des Gambia-Flusses. Der Ort liegt rund 7,5 Kilometer südlich von Fatoto, das an der South Bank Road liegt.

## Kultur und Sehenswürdigkeiten
Nach einer Auflistung des National Centre for Arts and Culture war Nyamanari ein Standort eines Tatos.